# Bborubong
Bborubong (koreanska: 뽀루봉) är en bergstopp i Sydkorea.   Den ligger i provinsen Gyeonggi, i den norra delen av landet, 40 km öster om huvudstaden Seoul. Toppen på Bborubong är 686 meter över havet, eller 228 meter över den omgivande terrängen. Bredden vid basen är 2,5 km.
Terrängen runt Bborubong är huvudsakligen lite kuperad. Runt Bborubong är det ganska tätbefolkat, med 78 invånare per kvadratkilometer. Närmaste större samhälle är Hwado, 11,8 km sydväst om Bborubong. I omgivningarna runt Bborubong växer i huvudsak blandskog.